# Baye Oumar Niasse
El Hadji Baye Oumar Niasse (Ouakam, 1990. április 18. –) szenegáli labdarúgó, 2016 óta az angol Everton középpályása, de csatárként is bevethető. Ismert sebessége, ereje és munkabírása miatt.

## Pályafutása
Miután bajnoki címet nyert az US Ouakammal és jól szerepelt a szenegáli olimpiai csapatban is, Niassét 2012 februárjában próbajátékra hívta a Brann. A két edzőmeccsen meggyőzte Rune Skarsfjord menedzsert és a médiát, akik mihamarabbi leigazolását szorgalmazták. A próbajátéka február 20-ig tartott, először hat hónapra kölcsönbe érkezett, majd visszatérhetett Szenegálba vagy aláírhatott két és fél évre a bergeni csapathoz.
A 2013–14-es szezon első felében jó teljesítményt nyújtott, kiemelkedett a Galatasaray és a Trabzonspor elleni meccs.

## Fordítás
Ez a szócikk részben vagy egészben  a   Baye Oumar Niasse című angol Wikipédia-szócikk ezen változatának fordításán alapul.  Az eredeti cikk szerkesztőit annak laptörténete sorolja fel. Ez a jelzés csupán a megfogalmazás eredetét és a szerzői jogokat jelzi, nem szolgál a cikkben szereplő információk forrásmegjelöléseként.